# Andréi Moiseenko
Andréi Moiseenko (1994) es un deportista ruso que compite en triatlón. Ganó una medalla de bronce en el Campeonato Africano de Triatlón de 2017.

## Palmarés internacional
| Campeonato Africano | Campeonato Africano | Campeonato Africano | Campeonato Africano |
| Año                 | Lugar               | Medalla             | Prueba              |
| ------------------- | ------------------- | ------------------- | ------------------- |
| 2017                | Hammamet (Túnez)    | Medalla de bronce   | Individual          |

1. ↑  En algunas ediciones del Campeonato Africano se permitió la participación de triatletas de otros continentes.